# Jean-Antoine Houdon

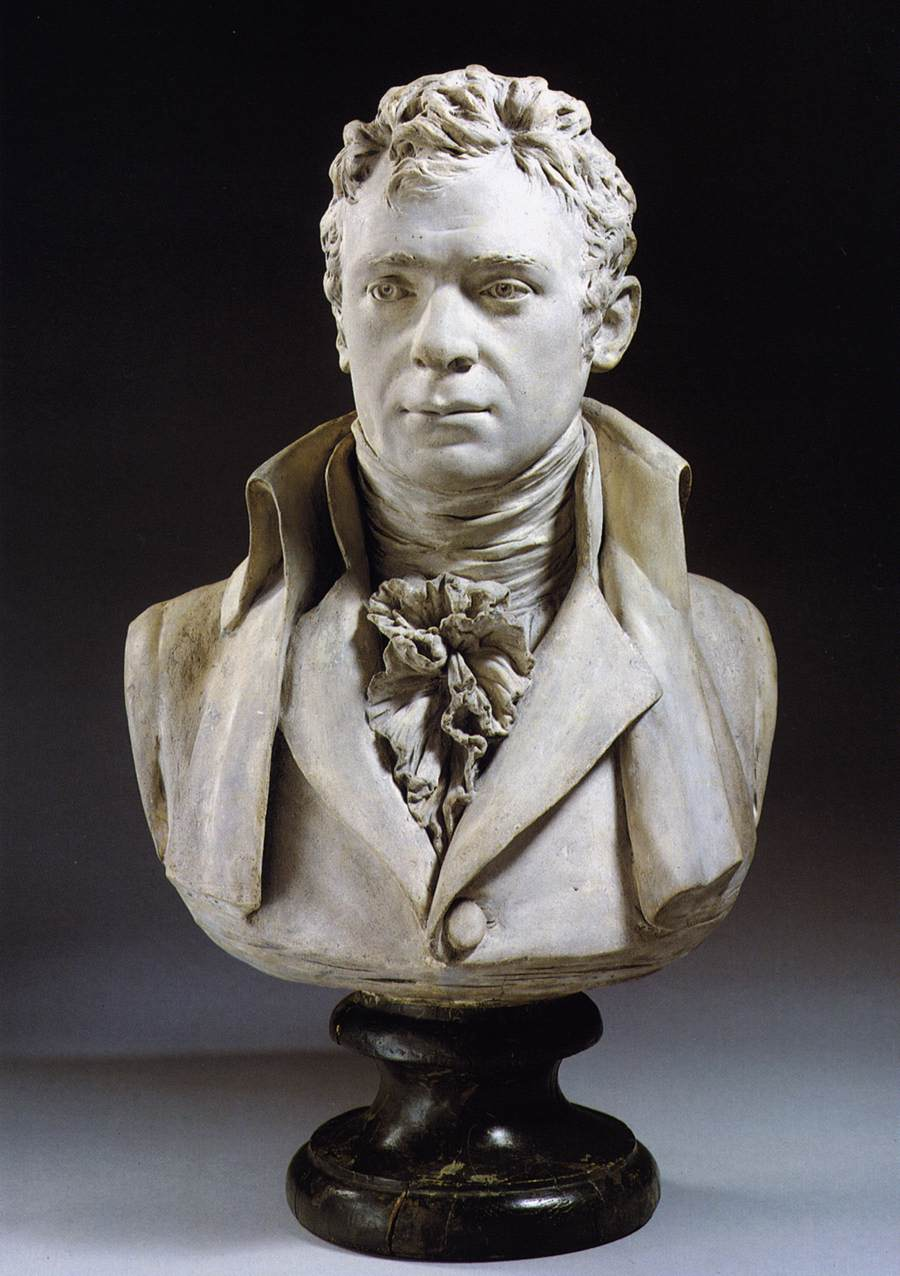
Popiersie Roberta Fultona, 1803

Jean-Antoine Houdon (ur. 20 marca 1741 w Wersalu  – zm. 15 lipca 1828 w Paryżu) – francuski rzeźbiarz neoklasyczny, wolnomularz.
Ukończył w 1761 Królewska Akademię Malarstwa i Rzeźby. Jego nauczycielem był Jean-Baptiste Pigalle. W 1771 po 10-letnim pobycie w Rzymie powrócił na stałe do Paryża. Był twórcą posągów mitologicznych i alegorycznych. Zasłynął jako doskonały portrecista. Houdon jest znany z przedstawień filozofów, wynalazców i polityków. W jego twórczości możemy odnaleźć rzeźby takich osób jak Denis Diderot, Benjamin Franklin, Jean-Jacques Rousseau, Voltaire, Molière, George Washington, Thomas Jefferson, Ludwik XVI, Robert Fulton oraz Napoleon Bonaparte. W 1778 został członkiem loży masońskiej. 1 lipca 1786 poślubił Marie-Ange Langlois, był ojcem trzech córek. Pochowany został na cmentarzu Montparnasse